# 카이로스 (드라마)
《카이로스》는 2020년 10월 26일부터 2020년 12월 22일까지 방송했던 MBC 월화 드라마였다.

## 등장 인물

### 주요 인물
- 신성록 : 김서진 (38세) 역 (아역 : 이정준) - 유중건설 최연소 이사, 김다빈 아버지.
- 이세영 : 한애리 (26세) 역 (아역 : 이아라) - 편의점 알바생, 공무원 준비생.
- 안보현 : 서도균 (32세) 역 - 유중건설 과장
- 남규리 : 강현채 / 이유나 / 이지영(35세) 역 - 김서진 아내, 김다빈 어머니. 바이올리니스트. 이승학 친 딸

### 서진의 집
- 심혜연 : 김다빈 (6세) 역 - 김서진, 강현채 딸
- 소희정 : 정혜경 역 - 김다빈 베이비시터

### 애리의 사람들
- 강승윤 : 임건욱 (26세) 역 - 한애리 지킴이
- 황정민 : 곽송자 (56세) 역 - 한애리 어머니
- 이주명 : 박수정 (26세) 역 - 한애리 절친. 삶에 치여 변변한 우정도 쌓기 어려웠던 애리의 거의 유일한 절친. 한결 같은 우정으로 애리의 곁을 지킨다.

### 유중건설
- 신구 : 유서일 (72세) 역 - 유중건설 회장, 재계 순위 50대 기업 유중건설 초대 회장, 지금 일어나는 모든 사건의 직접적 배후
- 조동인 : 이택규 (31세) 역 - 김서진 비서, 차갑고 좀처럼 곁을 주지 않는 서진을 조용히 보좌하는 비서

### 형사
- 임철형 : 박호영 (45세) 역 - 강력계 팀장, 김다빈 유괴 사건 수사를 지휘하는 강력계 팀장
- 전광진 : 최덕호 (36세) 역 - 형사, 차가운 듯 보이지만 정도 많고 마음이 여려 곤경에 처한 사람을 외면하지 못 한다. 내색하지는 않지만 박 팀장을 존경하고 잘 따른다.
- 정성준 : 이태우 (34세) 역 - 형사, 공과 사 구분이 확실하다. 하지만 돈 앞에서는 종종 약해지기도 한다.
- 이태구 : 강병석 (32세) 역 - 형사, 사람을 좋아한다. 가해자, 피해자이기 전에 그들을 사람으로 대하는 정 많은 스타일이다.

### 그 외 인물
- 최덕문 : 김유석 (당시 나이 48세) 역 - 김서진 아버지, 강현채 시아버지. 김다빈 친할아버지. 무심한 듯 보이지만 항상 서진을 위하는 부성애 강한 아버지다.
- 권혁 : 한태길 (당시 나이 41세) 역 - 한애리 아버지, 철없어 보이기도 하지만 아내와 어린 딸의 행복을 위해 밤낮으로 노력한다. 주변에도 소문난 애처가, 딸 바보다.
- 고규필 : 김진호 역 - 유중건설 사고 피해자
- 이윤상 : 박 이사 역
- 송재룡 : 사무장 역
- 이종구
- 원춘규

### 특별 출연
- 이시언 : 퀵 배달부 역 - 김다빈 유괴 사건 용의자.
- 성지루 : 이승학 역 - 강현채 친부
- 정희태 : 박주명 역 - 과거 태정타운 붕괴 사건 수사 담당 경찰

## 시청률
최저 시청률과 최고 시청률은 시청률 조사회사와 지역별로 시청률에 차이가 있을 수 있습니다.
| 2020년      | 2020년      | 2020년         | 2020년         | 2020년       |
| 회차        | 방송일      | TNmS 시청률    | AGB 시청률     | AGB 시청률   |
| 회차        | 방송일      | 대한민국(전국) | 대한민국(전국) | 서울(수도권) |
| ----------- | ----------- | -------------- | -------------- | ------------ |
| 1회         | 10월 26일   | 3.1%           | 2.7%           | -            |
| 1회         | 10월 26일   | 4.2%           | 3.7%           | -            |
| 2회         | 10월 27일   | -              | 2.7%           | -            |
| 2회         | 10월 27일   | -              | 3.1%           | -            |
| 3회         | 11월 2일    | -              | 3.0%           | -            |
| 3회         | 11월 2일    | -              | 3.3%           | -            |
| 4회         | 11월 3일    | -              | 3.0%           | -            |
| 4회         | 11월 3일    | -              | 3.5%           | -            |
| 5회         | 11월 10일   | -              | 3.1%           | -            |
| 5회         | 11월 10일   | -              | 3.4%           | -            |
| 6회         | 11월 16일   | -              | 3.3%           | -            |
| 6회         | 11월 16일   | -              | 3.0%           | -            |
| 7회         | 11월 24일   | -              | 2.6%           | -            |
| 7회         | 11월 24일   | -              | 2.7%           | -            |
| 8회         | 11월 24일   | -              | 3.0%           | -            |
| 8회         | 11월 24일   | -              | 3.8%           | -            |
| 9회         | 11월 30일   | 2.4%           | 3.4%           | -            |
| 9회         | 11월 30일   | 2.2%           | 3.2%           | -            |
| 10회        | 12월 1일    | -              | 3.5%           | -            |
| 10회        | 12월 1일    | -              | 2.8%           | -            |
| 11회        | 12월 7일    | -              | 3.1%           | -            |
| 11회        | 12월 7일    | -              | 2.7%           | -            |
| 12회        | 12월 8일    | -              | 3.1%           | -            |
| 12회        | 12월 8일    | -              | 2.7%           | -            |
| 13회        | 12월 14일   | -              | 2.9%           | -            |
| 13회        | 12월 14일   | -              | 2.7%           | -            |
| 14회        | 12월 15일   | %              | 3.5%           | %            |
| 14회        | 12월 15일   | %              | 2.6%           | %            |
| 15회        | 12월 21일   | %              | 2.7%           | %            |
| 15회        | 12월 21일   | %              | 2.2%           | %            |
| 16회        | 12월 22일   | %              | 3.3%           | %            |
| 16회        | 12월 22일   | %              | 3.3%           | %            |
| 평균 시청률 | 평균 시청률 | %              | %              | %            |

## 편성 변경
- 2020년 11월 24일 : 오후 9시 20분부터 2회 연속 방송·편성 (7회 ~ 8회)

## 결방
- 2020년 11월 9일 : MBC 스포츠 《2020 KBO리그 플레이오프 1차전 - 두산 베어스 VS kt 위즈》 편성으로 인한 결방.
- 2020년 11월 17일 : MBC 스포츠 《2020 KBO리그 한국 시리즈 1차전 - 두산 베어스 VS NC 다이노스》 편성으로 인한 결방.
- 2020년 11월 23일 : MBC 스포츠 《2020 KBO리그 한국 시리즈 5차전 - 두산 베어스 VS NC 다이노스》 편성으로 인한 결방.

## 수상
- 2020년 2021 MBC 연기 대상 미니 시리즈 부문 남자 최우수 연기상 - 신성록
- 2020년 2021 MBC 연기 대상 미니 시리즈 부문 여자 우수 연기상 - 남규리
- 2020년 2021 MBC 연기 대상 남자 신인상 - 안보현
- 2021년 제16회 서울드라마어워즈 한류 드라마 부문 작품상 우수상